# Karl Futh
Karl Futh (* 6. November 1879 in Britsch; † nach 1937) war ein deutscher Polizeibeamter.

## Leben und Wirken
Karl Futh trat wahrscheinlich bereits im Kaiserreich in den Polizeidienst ein. Spätestens seit 1923 war er als Kriminalkommissar in der Abteilung IA (Politische Polizei) des Berliner Polizeipräsidiums tätig. Ende 1931 wurde ihm dort als Inspektionsleiter I die Bearbeitung von Pressesachen anvertraut.
Nach dem sogenannten Preußenschlag vom 20. Juli 1932 (in dessen Zuge der damalige Reichskanzler Franz von Papen die sozialdemokratisch gesinnte Berliner Polizeiführung ihrer Ämter enthob und durch „national“ eingestellte Männer ersetzte) trat Futh als Belastungszeuge gegen seine ehemaligen Vorgesetzten auf. Christoph Graf knüpft hieran die These an, dass Fuths Ende 1932 erfolgte Beförderung zum Kriminalrat als Belohnung für diesen Dienst erfolgte.
Bereits zum 1. Oktober 1932 trat Futh in die NSDAP ein (Mitgliedsnummer 1.350.868), womit er zu denjenigen Beamten der Politischen Polizei gehörte, die schon vor 1933 Verbindungen zur NSDAP unterhielten.
Wenige Monate nach der Machtergreifung der Nationalsozialisten wurde Futh im Mai 1933 in die Geheime Staatspolizei übernommen, zu deren frühesten Mitarbeitern er somit zählte und in der er zunächst ebenfalls pressepolizeiliche Aufgaben wahrnahm. Zum 1. April 1934 war Futh neben Reinhold Heller, Konrad Nussbaum und Hubert Geissel einer von vier Mitarbeitern des Gestapa im Rang eines Kriminalrates, und somit einer der fünf ranghöchsten Mitarbeiter der Gestapo-Zentrale. Zu dieser Zeit leitete er das Dezernat II 1 A 1: (Kommunismus, Anarchismus, Syndikalismus). Sein Stellvertreter war Kriminalkommissar Lothar Wandel.
Seit 1935 leitete Karl Futh im Gestapa als Nachfolger von Hans-Joachim Tesmer das Dezernat II 1 D („Schutzhaft-Angelegenheiten“), das die Einweisungen in Konzentrationslager organisierte und dessen Leitung er auch nach Zusammenfassung von Gestapo und Kriminalpolizei im Hauptamt Sicherheitspolizei beibehielt. Nachdem das Dezernat im Februar 1937 unter Aufwertung zum Referat die Amtsbezeichnung II D erhalten hatte, ging Futh am 1. März 1937 in Pension. Sein Nachfolger als Leiter des Schutzhaft-Referats wurde Emil Berndorff. Graf erwähnt für das Jahr 1937 noch, dass dieser „offensichtlich“ nach Mecklenburg versetzt worden sei, wobei unklar bleibt, ob es sich bei dieser „Versetzung“ um einen dienstlichen Einsatz oder seinen Ruhestandsort handelte.
Graf charakterisiert Futh zusammenfassend als einen jener Beamten, die „die Kontinuität vom Vorkriegsbeamten über den national gesinnten Diener der Weimarer Republik und willige Zuträger des Papenregimes zum Nationalsozialisten“ vollzogen hätten.